# Altoona (Iowa)
Altoona ist eine Stadt im Polk County in der Mitte des US-amerikanischen Bundesstaates Iowa und Teil der Metropolregion um Iowas Hauptstadt Des Moines. Im Jahre 2020 hatte Altoona 19.565 Einwohner.
In Altoona gibt es den Freizeitpark Adventureland und Prairie Meadows, ein Racino (Mischung aus Pferderennbahn und Spielkasino).

## Geografie
Altoona liegt auf 41°39'00" nördlicher Breite und 93°28'21" westlicher Länge. Die Stadt erstreckt sich über eine Fläche von 18,4 km², die ausschließlich aus Landfläche besteht.
Im Nordwesten der Stadt kreuzen die Interstate 80, der U.S. Highway 6 und der U.S. Highway 65.
Iowas Hauptstadt Des Moines liegt 16 km in westsüdwestlicher Richtung, die Quad Cities 254 km im Osten, Kansas City in Missouri 322 km in südsüdöstlicher Richtung und Minneapolis, die größte Stadt Minnesotas, 395 km im Norden.

## Geschichte
Altoona wurde im Jahre 1876 zur Stadt erhoben. Der Name ist vom lateinischen Wort altus (Höhe) abgeleitet, da der Landvermesser Julian B. Bausman herausfand, dass Altoona der höchste Punkt der Des Moines Valley Railroad zwischen Des Moines und Keokuk war.

## Demografische Daten
Bei der Volkszählung im Jahre 2000 wurde eine Einwohnerzahl von 10.345 ermittelt. Diese verteilten sich auf 3.850 Haushalte in 2.895 Familien. Die Bevölkerungsdichte lag bei 708,2/km². Es gab 3.959 Gebäude, was einer Bebauungsdichte von 215,3/km² entspricht.
Die Bevölkerung bestand im Jahre 2000 aus 97,11 % Weißen, 0,92 % Afroamerikanern, 0,33 % Indianern, 0,46 % Asiaten und 1,18 % anderen. 1,20 % gaben an, von mindestens zwei dieser Gruppen abzustammen. 1,65 % der Bevölkerung bestand aus Hispanics, die verschiedenen der genannten Gruppen angehörten.
30,6 % waren unter 18 Jahren, 8,1 % zwischen 18 und 24, 33,3 % von 25 bis 44, 20,3 % von 45 bis 64 und 7,7 % 65 und älter. Das durchschnittliche Alter lag bei 32 Jahren. Auf 100 Frauen kamen statistisch 91,4 Männer, bei den über 18-Jährigen 85,9.
Das durchschnittliche Einkommen pro Haushalt betrug $50.162, das durchschnittliche Familieneinkommen $58.306. Das Einkommen der Männer lag durchschnittlich bei $36.030, das der Frauen bei $28.205. Das Pro-Kopf-Einkommen belief sich auf $20.336. Rund 4,0 % der Familien und 5,5 % der Gesamtbevölkerung lagen mit ihrem Einkommen unter der Armutsgrenze.

## Persönlichkeiten
- John C. Houbolt, US-amerikanischer Flugzeugingenieur beim Apollo-Programm, 1919–2014